# Люкс (Доктор Кто)
«Люкс» (англ. Lux) — второй эпизод 15-го сезона британского научно-фантастического телесериала «Доктор Кто». Автор сценария — шоураннер сериала Расселл Ти Дейвис. Режиссёр эпизода — Аманда Бротчи. Премьера эпизода состоялась 19 апреля 2025 года на стриминговых сервисах BBC iPlayer и Disney+ и телеканале BBC One.
В этой серии Пятнадцатый Доктор (Шути Гатва) и его спутница Белинду Чандру (Варада Сету) попадают в Майами 1952 года и исследуют исчезновение людей в кинотеатре, виновным в котором оказывается бог света Люкс Император в виде анимационного персонажа мистера Динь-Дона (озвучен Аланом Каммингом).

## Сюжет
Будучи неспособной приземлиться в 2025 году, ТАРДИС прилетает в Майами 1952 года, где Доктор и Белинда находят опустевший кинотеатр. Несмотря на действующую расовую сегрегацию, работник кафе напротив позволяет им остаться, и там они разговаривают с матерью одного из 15 пропавших в кинотеатре людей.
Внутри кинотеатра путешественники встречают ожившего анимационного персонажа в стиле «резинового шланга» мистера Динь-Дона (от англ. ding-a-dong — «увлекательный»), воплощения бога света Люкса Императора, виновного в исчезновении людей. Киномеханик Реджинальд Пай крутит для Люкса фильмы, а тот для Реджинальда воссоздаёт его погибшую жену. Пропавшие люди находятся в ловушке на киноплёнке, куда также попадают Доктор и Белинда, и они превращаются в мультипликационных персонажей, но потом возвращают свои тела. Они сбегают в другую вымышленную реальность на плёнке, где их арестовывает нью-йоркский полицейский-расист, а затем в другую, где они встречают фанатов сериала «Доктор Кто». Те рады встретить Доктора, но говорят, что мир вокруг них ненастоящий, и отправляют Доктора сражаться с Люксом, несмотря на то, что из-за этого они должны прекратить существование.
Вернувшись в кинотеатр, Доктор исцеляет свой ожог с помощью остатков регенерационной энергии, которую Люкс пытается забрать для того, чтобы построить себе собственное объёмное тело. Белинда стремится поджечь архив киноплёнок, чтобы вызвать взрыв, но вместо неё это делает Реджинальд Пай, которого подбадривает его жена. Из-за взрыва в кинозал попадает солнечный свет, из-за энергии которого Люкс начинает расти бесконечно, пока не сливается воедино со Вселенной. Жертвы Люкса выходят на свободу.
Миссис Флад указывает прохожим посмотреть на дематериализацию ТАРДИС, в которой улетают Доктор и Белинда, и сообщает, что шоу закончится 24 мая. В сцене посреди титров фанаты сериала оценивают серию и осознают, что они всё ещё продолжают существовать.

## Производство

### Разработка
Сценарий эпизода написан шоураннером сериала Расселлом Ти Дейвисом. Он сказал, что давно хотел создать серию с ожившим анимационным персонажем, но не мог из-за бюджетных ограничений, и поэтому лет двадцать назад он подумывал вместо этого использовать голограмму. В истории затрагиваются темы сегрегации и расизма, которые, по словам Дейвиса, релевантны и в современном мире, но он не хотел делать их основной темой в этой серии. Также эпизод исследовал темы горевания, надежды, дружбы и печали. Среди отсылок к массовой культуре были Рок Хадсон, Скуби-Ду из одноимённой мультипликационной франшизы, а также Велма. Дейвис продолжил использовать приём слома четвёртой стены. В серии есть сцена посреди титров, что нетипично для этого сериала.
Художник по костюмам Пэм Даун создала наряды Доктора и Белинды, используя синий и жёлтый цвета. Платье Белинды вдохновлено похожим платьем Аниты (Ариана Дебос), созданным Полом Тэйзуэллом, из фильма «Вестсайдская история» (2021). Синий костюм Доктора вдохновлён американскими музыкантами 1950-х годов. Цвета костюмов вдобавок контрастируют с красным интерьером кинозала, таким образом использованы все три основных цвета.
Дейвис сравнил облик мистера Динь-Дона с анимацией Fleischer Studios 1930-х годов. Иэн Спендлофф, креативный дизайнер серии и дизайнер мистера Динь-Дона, нарисовал 30 разных эскизов, пока не остановился на итоговом, в котором персонаж получил подобный свиному нос и голубой цвет кожи, что намерено отобразить стиль анимационных персонажей той эпохи.
В этом эпизоде есть самоотсылки к фандому сериала. По сюжету фанаты носят атрибутику сериала, включая шарф Четвёртого Доктора и феску, и называют своей любимой серию «Не моргай» (2007). Они говорят об «очевидности» сюжета, сюжетных утечках в интернете и «смерти» сериала. В их телевизоре виден текущий логотип сериала. Несмотря на их заявления о собственной неважности из-за отсутствия фамилий, все три персонажа обладают ими в заключительных титрах.
Концепция существования сериала была использована ранее в одной сцене в истории «Поминовение далеков» (1988), а также в других источниках в расширенной медиапродукции.
Сцена же в этой серии вызвала конспирологические подозрения в том, что Дейвис мог распространить спойлеры к эпизодам сезона и слухи о потенциальном отсутствии продления сериала.

### Актёрский состав
Пятнадцатого Доктора сыграл Шути Гатва, а его спутницу Белинду Чандру — актриса Варада Сету. Алан Камминг озвучил антагониста, мистера Динь-Дона. Это второе появление Камминга в сериале, после роли короля Якова I в эпизоде «Искатели ведьм» (2018). Мистер Динь-Дон — воплощение бога света Люкса Императора, члена Пантеона раздора, который Дейвис развивал с серии «Смешок» (2023). Лайнус Роуч сыграл киномеханика Реджинальда Пая, а Льюис Корней — работника кафе. Анита Добсон вновь ненадолго появилась в роли миссис Флад.

### Съёмки
Серия снята в третьем съёмочном блоке вместе со следующей, «Колодец». Режиссёром стала Аманда Бротчи. Съёмки проходили в январе 2024 года. Натурные съёмки прошли в городе Пенарт под Кардиффом. Павильон пирса Пенарта был использован для внешнего вида кинотеатра. Съёмочная команда покрасила фасад, добавила историческую вывеску и демонтировала деревянный пандус перед входом, который оказался прогнившим и был заменён новым после съёмок за счёт бюджета сериала. Сцены были сняты во время шторма Джоселин, поэтому команде пришлось иметь дело с дождём, сильным ветром и холодом. Павильонные съёмки прошли в студии № 4 Wolf Studios Wales. Часть декораций была повторно использована после серии «Дьявольский аккорд» (2024).
Поскольу мистер Динь-Дон является анимационным персонажем, актёрам пришлось взаимодействовать с его моделью из оргстекла и зелёным шестом. Съёмочная команда сняла вспомогательные кадры движения персонажа для аниматоров. Аналогично сцены с мультипликационными Доктором и Белиндой сперва были сняты перед хромакеем, где Гатва и Сету двигались в рваной, подобной анимации форме. Впоследствии аниматоры из Framestore с нуля нарисовали покадрово соответствующие сцены Камминг записал озвучку 28 июня 2024 года в Нью-Йорке.
Музыка эпизода включала в себя два сингла: «Roll Over Beethoven» Чаком Берри и «California Soul» в исполнении Марлена Шоу. Хотя действие происходит в 1952 году, песни вышли только в 1956 и 1969 годах соответственно. Композитор сериала Мюррей Голд также использовал композиции «Roman Paradox» и «The Sad Man With A Box» из саундтрека 5-го сезона, которые звучали в финале того сезона «Большой взрыв» (2010).

## Релиз и рейтинги
Премьера эпизода состоялась одновременно на стриминговых сервисах BBC iPlayer в Великобритании и Disney+ в остальном мире в 8:00 по британскому времени 19 апреля 2025 года. На канале BBC One эпизод был показан позднее, вечером того же дня.
За вечер на телеканале BBC One эпизод посмотрело 1,58 млн человек, и серия стала 4-й программой дня на телеканале и 8-й на британском телевидении. Спустя неделю полный рейтинг составил 3,004 миллиона зрителей, что является самым низким показателем в истории сериала, опустившись ниже 1-го эпизода истории «Поле брани» (1989), который посмотрело 3,1 миллиона. Серия по рейтингам стала 13-й среди программ недели на BBC One (7-й среди уникальных программ) и 25-й программой недели на британском телевидении (13-й среди уникальных программ). Среди программ дня (субботы) эпизод стал самой популярной программой дня на BBC One и 3-й программой на британском телевидении после шоу «Britain’s Got Talent» и «The 1% Club» на ITV1.

## Критика
| Агрегированные оценки            | Агрегированные оценки |
| Источник                         | Рейтинг               |
| -------------------------------- | --------------------- |
| Rotten Tomatoes (Tomatometer)    | 100 %                 |
| Rotten Tomatoes (средняя оценка) | 7,7/10                |
| Оценки критиков                  |                       |
| Источник                         | Рейтинг               |
| The A.V. Club                    | B                     |
| Bleeding Cool                    | 10/10                 |
| Evening Standard                 | [ 32 ]                |
| GamesRadar+                      | [ 33 ]                |
| IGN                              | 9/10                  |
| Radio Times                      | [ 34 ]                |
| The Telegraph                    | [ 35 ]                |
| Vulture                          | [ 36 ]                |

По данным агрегатора Rotten Tomatoes, 
100 % из 14 обзоров были положительными, со средней оценкой 7,7 из 10. Роберт Андерсон в рецензии «IGN» похвалил эпизод, отметив мистера Динь-Дона, ряд сцен, в том числе слом четвёртой стены, и актёрскую игру Гатвы и Сету. Мартин Белам из «The Guardian» положительно отозвался о серии, одобрив игру Камминга и сцену со сломом четвёртой стены. Уилл Салмон в обзоре для «GamesRadar+» отметил мистера Динь-Дона и игру Гатвы, но высказался о том, что музыка Мюррея Голда «утопила» некоторые сцены. Ади Тантимед в рецензии для «Bleeding Cool» назвал серию самой сильной из написанных Дейвисом в его второй эре в качестве шоураннера.
Эндрю Блэр в статье для «Den of Geek» оценил персонажа мистера Динь-Дона, но покритиковал эпизод за схожесть с «Дьявольским аккордом» (2024), в связи с чем серия показалась ему цикличной и более слабой, чем должна была быть. Также ему показалось, что эпизод затронул расу не достаточно удачно: хоть упоминание этой проблемы похвально, но Доктор по сюжету «неловко проходит по касательной наши знания о реальном мире». Вики Джессоп в обзоре для «Evening Standard» раскритиковала сцену с фанатами сериала, отметив, что поначалу она была занимательной, но вскоре стала «натянутой».

## Новеллизация
Новеллизация эпизода написана писателем Джеймсом Госсом и будет выпущена 10 июля.